# Auke Adema
Auke Adema (Franeker, 4 oktober 1907 – Berlikum, 31 maart 1976) was een Nederlands schaatser. Hij won tweemaal de Elfstedentocht.
Op 30 januari 1940 won hij de zesde Elfstedentocht. Deze overwinning moest hij echter delen met Durk van der Duim, Cor Jongert, Piet Keijzer en Sjouke Westra, omdat ze met zijn vijven tegelijk over de streep kwamen. De vijf schaatsers hadden in Dokkum afgesproken samen te zullen finishen, een afspraak die later bekend bleef als het Pact van Dokkum. Op 6 februari 1941 won Adema de Zevende Elfstedentocht, dit keer alleen.
Later werd de mogelijkheid om de winst van de Elfstedentocht te delen met medeschaatsers verboden. Dit heeft eenmaal geresulteerd in een tocht zonder winst. Op 14 februari 1956 gingen wederom vijf schaatsers gebroederlijk over de streep. Ze werden later uit de uitslag geschrapt, hoewel er geen nieuwe winnaar werd aangewezen.

## Palmares

### Schaatsen
- 1940: 1e Elfstedentocht - 10:30
- 1941: 1e Elfstedentocht - 9:19